# Ариан Коен
Ариан Коен (на английски: Arianne Cohen) е американска журналистка, филмова продуцентка и писателка на произведения в жанра чиклит, хумор и научно-популярна литература. 

## Биография и творчество
Ариан Коен е родена през 1981 г. в САЩ. Завършва с отличие Харвардския университет през 2003 г. с бакалавърска степен по журналистика. След дипломирането си работи като журналистка. Нейни статии са публикувани редовно в Мари Клер“, „Elle“, „Гардиън“, „Вог“ и „Ню Йорк Таймс“, „Ден на жената“ и др. В периода 2007 – 2010 г. е създателка и колумнистка на рубриката „Секс дневници“ в списание „Ню Йорк“. В продължение на десетилетие пише като колумнист за рубриката „The Fix“ на „Ню Йорк Таймс“, за рубриките „Как стигнах до тук“ и „Какво нося на работа“ в „Bloomberg Businessweek“ и за рубриката „Tiptalk“ в „Ден на жената“.
Първата ѝ книга „Help, It's Broken!“ (Помощ, счупен е!) е издадена през 2005 г. и представлява хумористичен поглед към възможностите за дребни поправки в дома.
В книгата си „The Manual“ (Ръководството) от 2007 г., с помощта на „лошото момче“ Стив Сантагати и много хумор, дава съвети за отношенията между половете, запознанствата и разбирането на мъжете.
Книгата ѝ „The Tall Book: A Celebration of Life from on High“ (Високата книга: Празник на живота от високо) от 2009 г. е изследване за света и възможностите на високите хора (самата тя е висока), за ползите от това да си висок, да бъдеш естествен лидер, както и различни измислени факти.
Заедно с рубриката си „Секс дневници“ в списание „Ню Йорк“ в продължение на 4 години прави отделен проект за събиране на забавни истински секс дневници на анонимни студенти (общо около 1500), както и интервюта с популярни или успешни личности за техния сексуален живот. Събраните материали обобщава в книгата си „Сексуални дневници /проект/“ издадена през 2011 г., чрез която читателите получават съвети как да оценят собствените си взаимоотношения и сексуален живот. Книгата става бестселър и по нея е направен телевизионен реалити сериал.
Ариан Коен живее със семейството си в Портланд, Орегон.

## Произведения
- Help, It's Broken!: A Fix-It Bible for the Repair-Impaired (2005)[1]
- Confessions of a High School Word Nerd: Increase Your SAT Verbal Score While Laughing Your Gluteus Off (2007) – с Колийн Киндер
- The Manual (2007) – със Стив Сантагати
- The Tall Book: A Celebration of Life from on High (2009)
- The Sex Diaries Project (2011)[4]
Сексуални дневници /проект/ : Какво се случва зад широко затворените врати?..., изд.: ИК „Труд“, София (2012), прев. Златка Величкова

### Екранизации
- 2011 The Sex Diaries Project – тв риалити сериал, изпълнителен продуцент